# Figlie della Croce (Liegi)
Le Figlie della Croce (in francese Filles de la Croix de Liège) sono un istituto religioso femminile di diritto pontificio: i membri di questa congregazione pospongono al loro nome la sigla F.C.

## Storia

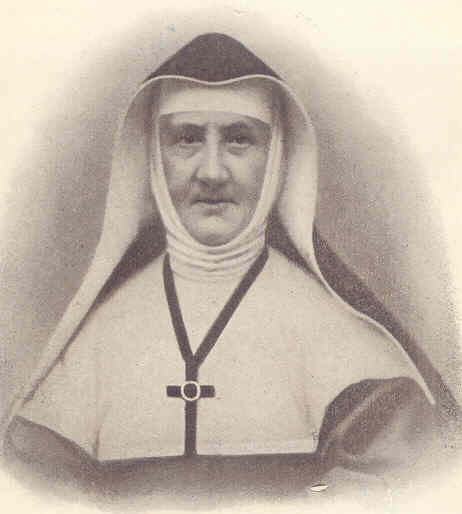
Maria Teresa (Jeanne) Haze, fondatrice della congregazione

La congregazione venne fondata da Jeanne Haze (1782-1876) con l'aiuto di sua sorella Ferdinande: rimaste orfane di madre nel 1820, non potendo abbracciare la vita religiosa in un ordine regolare, decisero di consacrarsi privatamente a Dio rimanendo nella loro abitazione. Nel 1824 accettarono di dirigere una scuola a pagamento a Liegi e nel 1829, con l'aiuto del sacerdote Jean Guillaume Habets (1701-1876), aprirono una scuola gratuita per fanciulli poveri presso la parrocchia di Saint Barthélemy.
Nel 1832 padre Habets iniziò a redigere una regola per le insegnanti e l'8 settembre 1833, nella chiesa carmelitana du Potay di Liegi, Jeanne Haze vestì l'abito religioso e fece la sua professione dei voti perpetui, adottando il nome di Maria Teresa: insieme a lei, la sorella e due compagne.
L'istituto ottenne il pontificio decreto di lode il 1º ottobre 1845: le sue costituzioni vennero approvate dalla Santa Sede il 9 maggio 1851.
La fondatrice è stata beatificata da papa Giovanni Paolo II nel 1991.

## Attività e diffusione
Le religiose si dedicano prevalentemente all'istruzione della gioventù: attendono anche alla cura dei malati e degli anziani e alla rieducazione delle detenute.
Sono presenti in Belgio, Brasile, Camerun, Germania, Irlanda, Italia, India, Pakistan, Regno Unito e Stati Uniti d'America: la sede generalizia è a Liegi.
Al 31 dicembre 2005 l'istituto contava 857 religiose in 115 case.